# Conistra orbona
Conistra orbona là một loài bướm đêm trong họ Noctuidae.